# Stephaniacum
Stephaniacum (łac. Diocesis Stephaniacenssi) – stolica historycznej diecezji w Epirze, tzw. Epir Nowy, istniejąca od VIII wieku do roku 1640. Sufragania diecezji Durrës. Współcześnie miasto Stiefan w środkowej Albanii. Obecnie katolickie biskupstwo tytularne.

## Biskupi tytularni
| Lp. | Biskup           | Funkcja                                   | Od               | Do                   |
| --- | ---------------- | ----------------------------------------- | ---------------- | -------------------- |
| 1   | Giovanni Stamati | administrator apostolski Lungro (Włochy)  | 25 marca 1967    | 20 lutego 1979       |
| 2   | József Szendi    | administrator apostolski Veszprém (Węgry) | 5 kwietnia 1982  | 3 września 1983      |
| 3   | Luis Robles Díaz | nuncjusz apostolski                       | 16 lutego 1985   | 7 kwietnia 2007      |
| 4   | Mario Delpini    | biskup pomocniczy Mediolanu (Włochy)      | 13 lipca 2007    | 7 lipca 2017         |
| 5   | Marcelo Margni   | biskup pomocniczy Quilmes (Argentyna)     | 5 grudnia 2017   | 7 sierpnia 2021      |
| 6   | Maksym Riabucha  | biskup pomocniczy doniecki (Ukraina)      | 19 września 2022 | 17 października 2024 |